# Podocarpus matudae
Podocarpus matudae — вид хвойних рослин родини подокарпових.

## Поширення, екологія
Країни поширення: Сальвадор; Гватемала; Гондурас; Мексика (Чьяпас, Халіско, Мічоакан, Наяріт, Оахака, Пуебла, Керетаро, Сан-Луїс-Потосі, Тамауліпас, Веракрус). Росте в змішаних соснових лісах, сосново-дубових лісах, дощових гірських лісах і вічнозелених хмарних лісах з висотним діапазоном від (800)1100 м до 2370 м. Часто росте в ярах біля струмків. Опадів багато, з річною кількістю 1500-3000 мм і частими туманами на великих висотах.

## Використання
Деревина цього дерева дрібнозерниста, жовта і високої якості для будівельних цілей. Дерево має повільне зростання.

## Загрози та охорона
Росте в різних типах лісу, більшість з яких знаходяться під тиском рубки, збезлісення, деградації середовища проживання тощо, але в якій мірі це впливає на вид не відомо. Цей вид зустрічається в кількох ПОТ.